# Arbetspsykologi
Arbetspsykologi är ett område inom tillämpad psykologi som studerar människan i arbetslivet och hur man kan tillämpa psykologiska kunskaper inom arbetslivet.
Arbetspsykologin lånar många idéer och information från andra områden inom psykologin. Arbetspsykologi hanterar områden som jobbanalys, urval och personalrekrytering, prestationsvärdering, psykometri, träning och utbildning, teambuilding, och flera andra områden.